# Maison de poupée (film, 1918)
Pour les articles homonymes, voir Maison de poupée (homonymie).
Pour plus de détails, voir Fiche technique et Distribution.
Maison de poupée (A Doll's House) est un film muet américain de Maurice Tourneur, sorti en 1918.

## Synopsis
Nora Helmar, la femme soumise du jeune avocat Thorvald Helmar, imite la signature de son père décédé pour emprunter suffisamment d'argent à un prêteur véreux nomme Krogstadt pour envoyer son mari malade se soigner à l'étranger. Helmar guérit, et quelques années plus tard il est nommé directeur de la banque où travaille Krogstadt. Quand Helmar congédie Krogstadt pour des manœuvres malhonnêtes, ce dernier envoie une lettre chez les Helmar, révélant le secret de Nora. Helmar renie alors sa femme, et cela même après que Krogstadt a promis de garder le silence sur le faux. Nora, qui a pris pleinement conscience de l'égoïsme de son mari, le quitte. 

## Fiche technique
- Titre : Maison de poupée
- Titre original : A Doll's House
- Réalisation : Maurice Tourneur
- Scénario : Maurice Tourneur et Charles Maigne, d'après la pièce Une maison de poupée (Et Dukkehjem)  de Henrik Ibsen
- Direction artistique : Ben Carré
- Photographie : John van den Broek
- Production : Adolph Zukor
- Société de production : Famous Players-Lasky Corporation
- Société de distribution : Famous Players-Lasky Corporation
- Pays d'origine : États-Unis
- Langue originale : anglais
- Format : noir et blanc — 35 mm — 1,37:1 — Muet
- Genre : drame
- Durée : 50 minutes
- Date de sortie :
  - États-Unis : 2 juin 1918

## Distribution
- Elsie Ferguson : Nora Helmar
- Holmes Herbert : Thorvald Helmar
- Alex K. Shannon : Krogstadt
- Ethel Grey Terry : Mme Linden
- Warren Cook : Docteur Rank
- Zelda Crosby : Ellen
- Mrs. R. S. Anderson : Anna
- Baby Ivy Ward et Tula Belle : les enfants Helmar
- Douglas Redmond et Charles Crompton : les enfants Krogstadt